# Vegova ulica, Ljubljana
Vegova ulica je ena izmed ulic v centru Ljubljane. 28. julija 2021 je bila dodana na seznam Unescove svetovne dediščine v okviru vpisa Dela Jožeta Plečnika v Ljubljani – urbano oblikovanje po meri človeka.

## Zgodovina
Leta 1877 so poimenovali dotedanje Dolnje Gradišče po Juriju Vegi kot Vegova ulica oz. Vegagasse.
Leta 2009 je bila razglašena za kulturni spomenik državnega pomena v sklopu Plečnikove Zelene avenije.

## Urbanizem
Vegova ulica poteka od Kongresnega trga na severu do križišča z Rimsko cesto in Trgom francoske revolucije.
Na ulico se (od severa proti jugu) povezujejo: Peternelova, Soteska, Gregorčičeva in Turjaška.
Ob ulici se nahajajo:
- Elektrotehniško-računalniška strokovna šola in gimnazija Ljubljana (Realka, Vegova),
- rektorat Univerze v Ljubljani (kranjski deželni dvorec),
- Narodna in univerzitetna knjižnica
- Glasbena matica z Alejo slovenskih skladateljev ob Vegovi ulici
- Konservatorij za glasbo in balet Ljubljana